# Herbert Kranz
Herbert Karl Ludwig Kranz (pseudonyme Peter Pflug) est un écrivain allemand né le 4 octobre 1891 à Nordhausen et décédé le 30 août 1973 à Brunswick.

## Biographie
Après son diplôme d’études secondaires obtenu au Städtisches Reform-Realgymnasium de Berlin-Wilmersdorf en 1910, Herbert Kranz étudie l'allemand, la philosophie et l'histoire à Berlin et Leipzig. Au début de la Première Guerre mondiale, il se porté volontaire et est démobilisé deux ans plus tard, avec le grade de lieutenant, pour raisons médicales. Il épouse ensuite Ulrike Reck.
En 1918, il devient assistant scientifique à l'Office de protection de la jeunesse puis occupe plusieurs emplois dans le domaine littéraire en plus de ses propres activités littéraires avec diverses publications. En 1920, il est metteur en scène au théâtre de Düsseldorf puis en 1923 aux Pays-Bas. À partir de 1925, il travaille d'abord comme indépendant, puis comme rédacteur à la Rhein-Mainische-Volkszeitung de Francfort-sur-le-Main, qui appartient au groupe d'éditions Herder. A partir de 1927, il produit le journal pour enfants Weg in die Welt comme supplément. De 1930 à 1933, il est professeur d'allemand à l'Académie pédagogique de Halle (Saale).
A l'arrivée au pouvoir d'Hitler, Kranz est renvoyé de l'académie en 1933 en raison de ses opinions libérales. Il trouve alors un emploi comme rédacteur local au Frankfurter Zeitung et également à l'Illustrierte Blatt. Parallèlement, il travaille comme écrivain indépendant. En 1941, il écrit Hinter den Kulissen (Dans les coulisses), un pamphlet antisémite sur la politique française de 1933 à 1940. En 1943, le Frankfurter Zeitung est fermé et il est banni de sa profession par le Reichsverband der Deutschen Presse (Association du Reich de la presse allemande) pour son drame Der Ritt mit dem Henker (La Chevauchée avec le pendu) ; il est alors également licencié par l'Illustrierte. Son livre Zeugnis der Zeiten est cependant recommandé pour les bibliothèques nazies par le Hauptamt Schrifttum (Bureau principal de la littérature) d'Alfred Rosenberg.
Après la guerre, il vit comme écrivain indépendant à Vachendorf, Stuttgart, Gebersheim et, à partir de 1970, à Königstein im Taunus. 
Il meurt en 1973.

## Œuvres traduites
À l'âge de 60 ans, Herbert Kranz commence sa série de romans la plus réussie autour de la société fictive Ubique Terrarum. Cette série en 10 volumes décrit les aventures et les expériences d'un groupe de six hommes notamment en Afghanistan, au Brésil, aux États-Unis, sur une île des Caraïbes, au Groenland, en Malaisie, en Sardaigne, au Maroc, au Liban et dans le sud de la France.
Les romans ont été écrits entre 1953 et 1958 et ont tous été publiés pour la première fois chez Herder à Fribourg.
Romans Les Justiciers du Globe (Ubique Terrarum) :
- Le ravin de la mort, Editions Alsatia, (1956)
- L'Île aux forçats, Editions Alsatia, (1956)
- Dans les griffes du Ténébreux, Editions Alsatia, collection Rubans Noirs, RN 23 (1961)
- Perdus dans la jungle, Editions Alsatia, collection Rubans Noirs, RN 25 (1962)
- L'île des proscrits, Editions Alsatia, collection Rubans Noirs, RN 38 (1966)
- Ordre du Rajah, Editions Alsatia, collection Rubans Noirs, RN 40 (1966)
- Chasse à l'homme dans le fjord, Editions Alsatia, collection Rubans Noirs, RN 41 (1966)
- Trahison à Melilla, Editions Alsatia, collection Rubans Noirs, RN 49 (1968)